# Gorodez
Gorodez (russisch Городец) ist eine Stadt in der Oblast Nischni Nowgorod (Russland) mit 30.658 Einwohnern (Stand 14. Oktober 2010).

## Geografie
Die Stadt liegt etwa 70 km nordwestlich der Oblasthauptstadt Nischni Nowgorod am linken Ufer der Wolga, gegenüber der Stadt Sawolschje. Unmittelbar oberhalb der Stadt befindet sich der insgesamt 13 Kilometer lange Staudamm des Gorkier Stausees.
Gorodez ist Verwaltungszentrum des gleichnamigen Rajons.
Die nächstgelegene Eisenbahnstation befindet sich in Sawolschje, mit welchem Gorodez eine Straße über den Wolgastaudamm verbindet.

## Geschichte

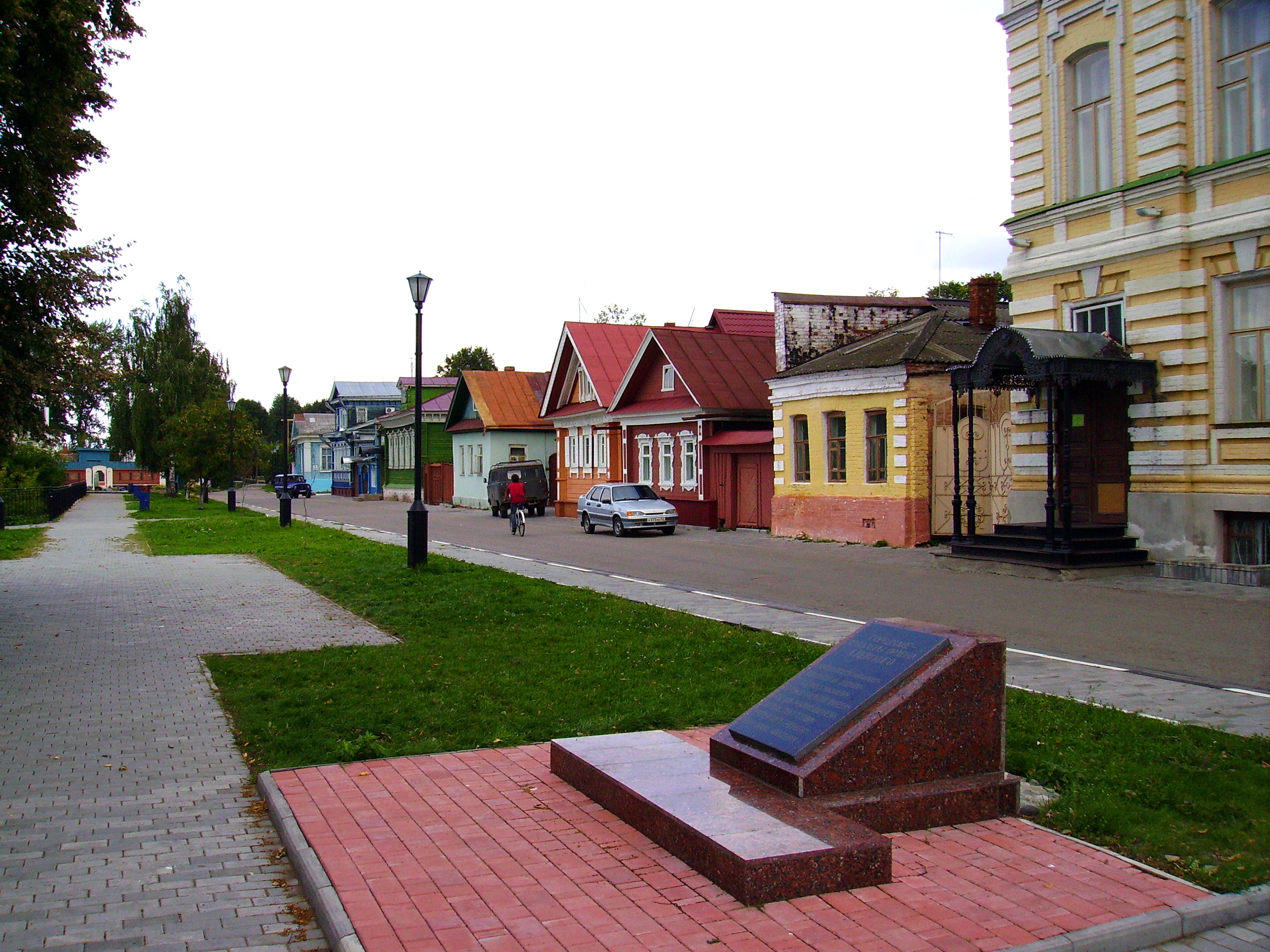
Uferstraße in Gorodez

Der Ort wurde in der zweiten Hälfte des 12. Jahrhunderts als Festung gegründet, möglicherweise 1152 von Juri Dolgoruki, nach anderen Angaben erst 1172. Der Name bedeutet im Russischen etwa kleine Stadt. In verschiedenen Dokumenten wurde es später auch Gorodez-na-Wolge (Gorodez an der Wolga) oder Gorodez-Radilow genannt, da es im alten Russland mehrere Orte dieses Namens gab.
Zu Beginn des 14. Jahrhunderts war Gorodez Hauptstadt eines Vasallenfürstentums, 1341 kam es zum Fürstentum Nischni Nowgorod. 1408 wurde die Stadt durch Truppen der Goldenen Horde unter Edigü zerstört.
Im 17. Jahrhundert entstand unweit der Überreste der alten Festung die Siedlung Werchnjaja Slobodka, die später in Anlehnung an den alten Stadtnamen wieder Gorodez genannt wurde. Um die Wende vom 18. zum 19. Jahrhundert war das Dorf Zentrum der altgläubigen Orthodoxie; im Verlauf des 19. Jahrhunderts entwickelte es sich zu einem bedeutenden Handels- und Handwerkszentrum mit Getreidehandel, Schmiede- und Gusshandwerk, Gerberei, Färberei und Lebkuchenherstellung.
1921 (nach anderen Quellen 1922) wurde das Stadtrecht verliehen.

### Bevölkerungsentwicklung
| Jahr | Einwohner |
| ---- | --------- |
| 1897 | 7.000     |
| 1926 | 11.200    |
| 1939 | 16.140    |
| 1959 | 27.019    |
| 1970 | 34.229    |
| 1979 | 35.727    |
| 1989 | 34.210    |
| 2002 | 32.442    |
| 2010 | 30.654    |

Anmerkung: Volkszählungsdaten (bis 1926 gerundet)

## Kultur und Sehenswürdigkeiten
In Gorodez ist ein Teil der Bebauung aus dem 18. und 19. Jahrhundert erhalten, so die Erzengel-Michael-Kirche (церковь Михаила Архангела/zerkow Michaila Archangela) von 1707 und das Haus der Dementjewa von 1864 mit reicher Holzschnitzerei.
Die Stadt besitzt ein Heimatmuseum.
Seit 2007 gibt es im Grishnaev-Haus ein Museum mit dem Namen "Haus der russischen Samoware", das eine umfangreiche Sammlung historischer Samoware zeigt.
In mehreren Dörfern des Rajons befinden sich verschiedene Architekturdenkmäler, so die Nikolaikirche (Никольская церковь/Nikolskaja zerkow) von 1760 bis Anfang des 19. Jahrhunderts in Nikolo-Pogost oder das Korjaginhaus von 1894 in Sawwino.

## Wirtschaft
In der Stadt gibt ein Motorenwerk, ein Werk für Zugmaschinen und Fahrzeuganhänger, eine Flussschiffswerft und ein Werk für Textilmaschinen.
Seit dem 19. Jahrhundert ist Gorodez für seine bemalten und geschnitzten Holzgegenstände bekannt („Gorodezer Malerei“ auf Spinnrädern, Spielzeug, Möbeln usw.), welche bis heute hergestellt werden.

## Persönlichkeiten
- Alexander Newski (um 1220–1263), Rurikiden-Fürst, russischer Nationalheld und Heiliger der orthodoxen Kirche, starb im alten Gorodez
- Alexander Nogtew (1892–1947), Geheimdienstoffizier